# Lista de primeiros-ministros da Turquia
Esta é uma lista cronológica dos primeiros-ministros da Turquia. O cargo foi abolido em 2018.

## Guerra de independência turca
|   | Nome                  | Ascensão ao poder     | Saída do poder           | Partido                     |
| 1 | Mustafa Kemal Atatürk | 3 de maio de de 1920  | 24 de janeiro de de 1921 | Partido Republicano do Povo |
| 2 | Mustafa Fevzi Çakmak  | 24 de janeiro de 1921 | de 19 de maio de 1921    | Partido Republicano do Povo |
| 3 | Mustafa Fevzi Çakmak  | de 19 de maio de 1921 | 9 de julho de 1922       | Partido Republicano do Povo |
| 4 | Hüseyin Rauf Orbay    | 12 de julho de 1922   | 4 de agosto de 1923      | Partido Republicano do Povo |
| 5 | Ali Fethi Okyar       | 14 de agosto de 1923  | 27 de outubro de 1923    | Partido Republicano do Povo |

## Após a Independência
| Legenda: | CHP | DP | AP | ANAP | DYP | SHP | RP | DSP | AKP | Outros |

|    | Nome                                       | Ascensão ao poder       | Saída do poder          | Partido                              |
| 1  | Mustafa İsmet İnönü, 1º mandato            | 1 de novembro de 1923   | 6 de março de 1924      | Partido Republicano do Povo          |
|    | Mustafa İsmet İnönü, 2º mandato            | 6 de março de 1924      | 22 de novembro de 1924  | Partido Republicano do Povo          |
| 2  | Ali Fethi Okyar                            | 22 de novembro de 1924  | 3 de março de 1925      | Partido Republicano do Povo          |
|    | Mustafa İsmet İnönü, 3º mandato            | 4 de março de 1925      | 1 de novembro de 1927   | Partido Republicano do Povo          |
|    | Mustafa İsmet İnönü, 4º mandato            | 1 de novembro de 1927   | 27 de novembro de 1930  | Partido Republicano do Povo          |
|    | Mustafa İsmet İnönü, 5º mandato            | 27 de novembro de 1930  | 4 de maio de 1931       | Partido Republicano do Povo          |
|    | Mustafa İsmet İnönü, 6. mandato            | 4 de maio de 1931       | 1 de março de 1935      | Partido Republicano do Povo          |
|    | Mustafa İsmet İnönü, 7º mandato            | 1 de março de 1935      | 25 de outubro de 1937   | Partido Republicano do Povo          |
| 3  | Mahmud Celal Bayar, 1º mandato             | 25 de outubro de 1937   | 11 de novembro de 1938  | Partido Republicano do Povo          |
|    | Mahmud Celal Bayar, 2º mandato             | 11 de novembro de 1938  | 25 de janeiro de 1939   | Partido Republicano do Povo          |
| 4  | Refik İbrahim Saydam, 1º mandato           | 25 de janeiro de 1939   | 3 de abril de 1939      | Partido Republicano do Povo          |
|    | Refik İbrahim Saydam, 2º mandato           | 3 de abril de 1939      | 8 de julho de 1942      | Partido Republicano do Povo          |
| 5  | Ahmet Fikri Tüzer*                         | 8 de julho de 1942      | 9 de julho de 1942      | Partido Republicano do Povo          |
| 6  | Şükrü Saraçoğlu, 1º mandato                | 9 de julho de 1942      | 9 de março de 1943      | Partido Republicano do Povo          |
|    | Şükrü Saraçoğlu, 2º mandato                | 9 de março de 1943      | 7 de agosto de 1946     | Partido Republicano do Povo          |
| 7  | Mehmet Recep Peker                         | 7 de agosto de 1946     | 10 de novembro de 1947  | Partido Republicano do Povo          |
| 8  | Hasan Hüsnü Saka, 1º mandato               | 10 de novembro de 1947  | 10 de dezembro de 1948  | Partido Republicano do Povo          |
|    | Hasan Hüsnü Saka, 2º mandato               | 10 de dezembro de 1948  | 16 de janeiro de 1949   | Partido Republicano do Povo          |
| 9  | Mehmet Şemsettin Günaltay                  | 16 de janeiro de 1949   | 22 de maio de 1950      | Partido Republicano do Povo          |
| 10 | Ali Adnan Ertekin Menderes, 1º mandato     | 22 de maio de 1950      | 9 de março de 1951      | Partido Democrata                    |
|    | Ali Adnan Ertekin Menderes, 2º mandato     | 9 de março de 1951      | 17 de maio de 1954      | Partido Democrata                    |
|    | Ali Adnan Ertekin Menderes, 3º mandato     | 17 de maio de 1954      | 9 de dezembro de 1955   | Partido Democrata                    |
|    | Ali Adnan Ertekin Menderes, 4º mandato     | 9 de dezembro de 1955   | 25 de novembro de 1957  | Partido Democrata                    |
|    | Ali Adnan Ertekin Menderes, 5º mandato     | 25 de novembro de 1957  | 27 de maio de 1960      | Partido Democrata                    |
| 11 | Cemal Gürsel, 1º mandato                   | 27 de maio de 1960      | 5 de janeiro de 1961    | Governo não-civil                    |
|    | Cemal Gürsel, 2º mandato                   | 5 de janeiro de 1961    | 27 de outubro de 1961   | Governo não-civil                    |
| 12 | Emin Fahrettin Özdilek                     | 27 de outubro de 1961   | 20 de novembro de 1961  | Governo não-civil                    |
|    | Mustafa İsmet İnönü, 8. mandato            | 20 de novembro de 1961  | 25 de dezembro de 1962  | Partido Republicano do Povo          |
|    | Mustafa İsmet İnönü, 9. mandato            | 25 de dezembro de 1962  | 25 de dezembro de 1963  | Partido Republicano do Povo          |
|    | Mustafa İsmet İnönü, 10. mandato           | 25 de dezembro de 1963  | 20 de fevereiro de 1965 | Partido Republicano do Povo          |
| 13 | Suad Hayri Ürgüplü                         | 20 de fevereiro de 1965 | 27 de outubro de 1965   | Partido da Justiça                   |
| 14 | Sami Süleyman Gündoğdu Demirel, 1º mandato | 27 de outubro de 1965   | 3 de novembro de 1969   | Partido da Justiça                   |
|    | Sami Süleyman Gündoğdu Demirel, 2º mandato | 3 de novembro de 1969   | 6 de março de 1970      | Partido da Justiça                   |
|    | Sami Süleyman Gündoğdu Demirel, 3º mandato | 6 de março de 1970      | 26 de março de 1971     | Partido da Justiça                   |
| 15 | İsmail Nihat Erim, 1º mandato              | 26 de março de 1971     | 11 de dezembro de 1971  | Mandato de União Nacional            |
|    | İsmail Nihat Erim, 2º mandato              | 11 de dezembro de 1971  | 22 de maio de 1972      | Mandato de União Nacional            |
| 16 | Ferit Sadi Melen                           | 22 de maio de 1972      | 15 de abril de 1973     | Governo Provisório                   |
| 17 | Mehmet Naim Talu                           | 15 de abril de 1973     | 26 de janeiro de 1974   | Governo Provisório                   |
| 18 | Mustafa Bülend Ecevit, 1º mandato          | 26 de janeiro de 1974   | 17 de novembro de 1974  | Partido Republicano do Povo          |
| 19 | Mahmut Sadi Irmak                          | 17 de novembro de 1974  | 31 de março de 1975     | Governo Provisório                   |
|    | Sami Süleyman Gündoğdu Demirel, 4º mandato | 31 de março de 1975     | 21 de dezembro de 1977  | Partido da Justiça                   |
|    | Mustafa Bülend Ecevit, 2º mandato          | 21 de dezembro de 1977  | 21 de julho de 1977     | Partido Republicano do Povo          |
|    | Sami Süleyman Gündoğdu Demirel, 5º mandato | 21 de julho de 1977     | 5 de janeiro de 1978    | Partido da Justiça                   |
|    | Mustafa Bülend Ecevit, 3º mandato          | 5 de janeiro de 1978    | 12 de novembro de 1979  | Partido Republicano do Povo          |
|    | Sami Süleyman Gündoğdu Demirel, 6. mandato | 12 de novembro de 1979  | 12 de novembro de 1980  | Partido da Justiça                   |
| 20 | Saim Bülend Ulusu                          | 21 de novembro de 1980  | 13 de dezembro de 1983  | Governo não-civil                    |
| 21 | Halil Turgut Özal, 1º mandato              | 13 de dezembro de 1983  | 21 de dezembro de 1987  | Partido da Pátria                    |
|    | Halil Turgut Özal, 2º mandato              | 21 de dezembro de 1987  | 31 de outubro de 1989   | Partido da Pátria                    |
| 22 | Ali Hüsrev Bozer                           | 31 de outubro de 1989   | 9 de novembro de 1989   | Partido da Pátria                    |
| 23 | Yıldırım Akbulut                           | 9 de novembro de 1989   | 23 de dezembro de 1991  | Partido da Pátria                    |
| 24 | Ahmet Mesut Yılmaz, 1º mandato             | 23 de dezembro de 1991  | 20 de novembro de 1991  | Partido da Pátria                    |
|    | Sami Süleyman Gündoğdu Demirel, 7º mandato | 20 de novembro de 1991  | 16 de maio de 1993      | Partido da Via Justa                 |
| 25 | Erdal İnönü                                | 16 de maio de 1993      | 25 de dezembro de 1993  | Partido Social-Democrata Populista   |
| 26 | Tansu Penbe Çiller, 1º mandato             | 25 de dezembro de 1993  | 5 de outubro de 1995    | Partido da Via Justa                 |
|    | Tansu Penbe Çiller, 2º mandato             | 5 de outubro de 1995    | 30 de outubro de 1995   | Partido da Via Justa                 |
|    | Tansu Penbe Çiller, 3º mandato             | 30 de outubro de 1995   | 6 de março de 1996      | Partido da Via Justa                 |
|    | Ahmet Mesut Yılmaz, 2º mandato             | 6 de março de 1996      | 28 de dezembro de 1996  | Partido da Pátria                    |
| 27 | Necmettin Erbakan                          | 28 de dezembro de 1996  | 30 de dezembro de 1997  | Partido do Bem-Estar                 |
|    | Ahmet Mesut Yılmaz, 3º mandato             | 30 de dezembro de 1997  | 11 de janeiro de 1999   | Partido da Pátria                    |
|    | Mustafa Bülent Ecevit, 4º mandato          | 11 de janeiro de 1999   | 28 de maio de 1999      | Partido da Esquerda Democrática      |
|    | Mustafa Bülent Ecevit, 5º mandato          | 28 de maio de 1999      | de 19 de novembro 2002  | Partido da Esquerda Democrática      |
| 28 | Abdullah Cumhur Gül                        | de 19 de novembro 2002  | 12 de março 2003        | Partido da Justiça e Desenvolvimento |
| 29 | Recep Tayyip Erdoğan                       | 12 de março 2003        | 28 de agosto de 2014    | Partido da Justiça e Desenvolvimento |
| 30 | Ahmet Davutoğlu                            | 29 de agosto de 2014    | 24 de maio de 2016      | Partido da Justiça e Desenvolvimento |
| 31 | Binali Yıldırım                            | 24 de maio de 2016      | 09 de julho de 2018     | Partido da Justiça e Desenvolvimento |

| Legenda: | CHP | DP | AP | ANAP | DYP | SHP | RP | DSP | AKP | Outros |